# Eugène Ledrain
Eugène Ledrain (né à Sainte-Suzanne (Mayenne) le 22 juin 1844 et mort le 18 février 1910 à Paris) est un archéologue orientaliste et un écrivain français, qui fut conservateur du département des antiquités orientales du musée du Louvre entre 1908 et 1910.

## Biographie
Fils de Guillaume Nicolas Fréjus Ledrain, gendarme, et d'Eugénie Couriot, Fréjus Eugène Ledrain passe sa jeunesse à Sainte-Suzanne (Mayenne), où il habite rue du Grenier à sel. Il évoquera ses souvenirs d'enfance en préfaçant les Recherches historiques sur Sainte-Suzanne, du Dr Charles Nory, maire de cette cité médiévale, en 1888.
Eugène Ledrain s'est marié à Paris (16e) le 24 août 1897 avec Emma Wilhelmine Rascob, née le 21 avril 1857 à Paris, professeur au Lycée Buffon, fille de Frédéric Rascob, employé, et de Wilhelmine Hachrling.
Il est nommé professeur à l’École du Louvre, et conservateur des Antiquités orientales au musée du Louvre. 
Il est traducteur de la Bible rationaliste en français d'après les textes hébreu et grec. Spécialiste de l'épigraphie hébraïque et assyrienne, il est l'auteur d'ouvrages, d'études et de nombreuses préfaces.
Il est nommé chevalier de la Légion d'honneur.

### La Bibled'Eugène Ledrain (1886-1889)
Sa traduction de la Bible est établie « en dehors de toute théorie, qui ne vise qu’à reproduire dans leur vive précision, les phrases et les mots bibliques ». Au fait des problèmes historiques et exégétiques, et de la fragilité des théories en la matière, Ledrain apporte sa contribution au débat sur l’histoire de la composition de l’Ancien Testament dans un ouvrage spécifique. Pour rendre le nom divin, Eugène Ledrain utilise le mot Yahvéh, c'est-à-dire la contraction des consonnes hébraïques du tétragramme et des voyelles du mot hašŸm (le Nom). Son choix sera repris au XXe siècle par la Bible de Jérusalem.

## Publications
- Deux apocryphes du deuxième siècle, avec une étude sur la date du ″Pasteur″ d'Hermas. Paris : C. Douniol, 1871, in-8 ̊ , 16 p[5]. ;
- La Religion égyptienne, à l'occasion de la stèle de Mendès sur le culte du bélier, et des hymnes à Ammon-Ra et à Osiris, récemment publiés, Paris : impr. de J. Le Clere, 1875, in-8 ̊ , 8 p[6]. ;
- Un grand seigneur féodal dans la Moyenne-Egypte, dix siècles environ avant Moïse, Paris : Maisonneuve, 1876, in-8 ̊ , 24 p[7]. ;
- La momie. Paris : impr. J. Le Clere, 1876. 16 p. Titre de départ : La momie : à l'occasion du "Rituel de l'embaumement, publié par M. Maspéro,..."[8]. ;
- Les Momies gréco-égyptiennes ornées de portraits peints sur panneaux, Paris : Maisonneuve, 1877, in-fol., 7 p[9]. ;
- Le Papyrus de Luynes, lettre à M. Anatole Chabouillet, conservateur au Musée des antiques, Paris : impr. de J. Le Clere, 1877, in-8 ̊ , 20 p[10]. ;
- L'Assyrie, l'Égypte, et Israël. Paris : A. Lemerre, 1877, in-8 ̊ , 12 p[11]. ;
- Histoire d'Israël...avec un appendice, par M. Jules Oppert Paris : A. Lemerre, 1879-1882, 2 vol. in-18[12] ;
- Les monuments égyptiens de la Bibliothèque nationale (Cabinet des médailles et antiques) Paris : F. Vieweg, 1879-1881, 2 vol[13]. ;
- Les Antiquités chaldéennes du Louvre. Paris : J. Rouam, 1882, in-4 ̊ , 15 p. ;
- Une page de mythologie sémitique, sur un petit bijou du Louvre, Paris : A. Lemerre, 1882, in-8 ̊ , 8 p[14]. ;
- Discours d'ouverture de MM. les professeurs de l'École du Louvre [A. Bertrand, P. Pierret, E. Revillout et E. Ledrain]. Paris : E. Leroux, 1883, in-8 ̊ , 142 p., fig. ;
- Mots égyptiens contenus dans quelques stèles araméennes d'Égypte, 1884?, in-4°[15] ;
- Papyrus du Vatican et papyrus de la Propagande, 1884?, in-4°[16] ;
- Un Tyrien du Musée du Louvre, Un hébraïsme grec, Le Mot...des tables de sacrifices puniques, Étude sur quelques intailles sémitiques du Musée du Louvre, 1884?, in-4°[17] ;
- Études sur quelques objets sémitiques, 1885?, in-4 °[18] ;
- Étude sur quelques inscriptions sémitiques, 1885?, in-4°[19] ;
- Les Fouilles de Suse, 1885?, in-4°[20] ;
- Quelques inscriptions palmyréniennes, 1885?, in-4°[21] ;
- Quelques objets sémitiques, 1885?, in-4°[22] ;
- Notice sommaire des monuments araméens et himyarites du musée du Louvre, Paris : Société anonyme des imprimeries réunies, 1886, in-18, 55 p. ;
- Dictionnaire des noms propres palmyréniens. Paris : E. Leroux, 1886, in-8 ̊ , 59 p. Publications de l'École du Louvre. ;
- La Bible, traduction nouvelle, d'après les textes hébreu et grec... Paris : A. Lemerre, 1886-1899, in-8 ̊[23]. ;
- Inscriptions palmyréniennes inédites, 1888?, in-4°[24] ;
- Une statuette de bronze avec le nom d'Asur-Dan : Quelques inscriptions inédites entrées au Musée du Louvre, 1891?, in-4°[25] ;
- M. Renan, sa vie et son œuvre. Paris : aux bureaux de ″l'Artiste″, 1892, Gr. in-8 ̊[26]. ;
- Quelques inscriptions sémitiques du Louvre, 1892?, in-4°[27] ;
- Dictionnaire de la langue de l'ancienne Chaldée. Paris : E. Leroux, 1898, Gr. in-8 ̊ , V-572 p. ;
- Edgar Quinet, à l'occasion du centenaire. Paris : Impr. de A. Picard et Kaan, 1903, in-16, 40 p., portr. ;
- Monuments nouveaux au Musée du Louvre, 1909?, in-4°[28].